# Physella wrighti
Physella wrighti är en snäckart som beskrevs av Te och Clarke 1985. Physella wrighti ingår i släktet Physella och familjen blåssnäckor. Inga underarter finns listade i Catalogue of Life.